# Otto Herman Swezey
Otto Herman Swezey (* 7. Juni 1869 in Rockford, Illinois; † 3. November 1959) war ein US-amerikanischer Entomologe. Sein Forschungsschwerpunkt war die Entomofauna der Hawaii-Inseln und Guams.

## Leben
Otto Herman Swezey kam als Sohn von Adoniram Judson und Malinda Swezey (geborene Bruner) in Rockford, Illinois zur Welt. Nach dem Besuch der Rockford High School machte er 1896 am Lake Forest College in Lake Forest seinen Bachelor-Abschluss. 1897 erlangte er in der Northwestern University in Evanston, Illinois den Master-Abschluss. Von 1897 bis 1902 arbeitete er als Dozent an der Northwestern University und von 1902 bis 1903 war er Lehrkraft an der Ohio State University. Von 1903 bis 1904 war er Gärtnerei- und Obstplantagen-Inspektor des Ohio State Board of Agriculture. 1904 wurde er als Entomologe an der Experimentierstation der Hawaiian Sugar Planters’ Association in Honolulu angestellt. 1904 heiratete er in Cleveland, Ohio Mary Hypathia Walsh. Das Paar hatte einen Sohn. 1907 wurde er Honorarkurator für Entomologie am Bernice P. Bishop Museum in Honolulu, wo er hauptsächlich Studien über die hawaiische Entomofauna sowie über die ökonomischen Auswirkungen von Insektenschäden und den Parasitismus durch Insekten betrieb. In der Folgezeit unternahm er auch entomologische Expeditionen außerhalb Hawaiis, die ihn unter anderem nach Guam führten.
Otto Herman Swezey war Mitglied folgender Organisationen: Ohio State Academy of Science, Sigma Xi, Scientific Society, American Society for the Advancement of Science, American Association of Economic Entomologists sowie in der Hawaiian Entomological Society.
Zu Swezeys wissenschaftlichen Erstbeschreibungen gehören Schnabelkerfentaxa wie Dictyophorodelphax mirabilis (1907), Eulenfalter wie Agrotis kerri (1920) und Käfer wie Plagithmysus davisi (1946).

## Dedikationsnamen
Nach Otto Herman Swezey sind unter anderem folgende Taxa benannt: Ponera swezeyi, Drosophila swezeyi, Anaphothrips swezeyi, Zorotypus swezeyi, Emoloana swezeyi, Otitesella swezeyi und Bracon swezeyi.

## Schriften (Auswahl)
Neben regelmäßigen Beiträgen im Fachjournal Proceedings of the Hawaiian Entomological Society war Otto Herman Swezey unter anderem an folgenden Werken beteiligt:
- A Preliminary Catalogue of the Described Species of the Family Fulgoridae of North America, North of Mexico. The Springfield Publishing Co., 1904.
- Army Worms and Cut Worms on Sugar Cane in the Hawaiian Islands. Hawaiian Sugar Planters’ Association, 1909.
- mit Francis Xavier Williams und Reyer Herman Van Zwaluwenburg: Handbook of the Insects and Other Invertebrates of Hawaiian Sugar Cane Fields. Hawaiian Sugar Planters’ Association, 1931.
- Insects of Guam. Hawaiian Sugar Planters’ Association, 1946.
- Forest Entomology in Hawaii: An Annotated Check-list of the Insect Faunas of the Various Components of the Hawaiian Forests. Bernice P. Bishop Museum, 1954.